# White-Landspitze
Die White-Landspitze ist eine Landspitze an der Oates-Küste des ostantarktischen Viktorialands. In den Kavrayskiy Hills markiert sie die östliche Begrenzung der Einmündung des Serrat-Gletschers in die Ostflanke des Rennick-Gletschers.
Wissenschaftler der deutschen Expedition GANOVEX III (1982–1983) benannten sie. Namensgeber ist der kanadische Hubschrauberpilot Dave White, der an dieser Forschungsreise beteiligt war.